# C20H33NO
化学式C20H33NO（摩尔质量：303.48 g/mol）可以指：
- 丁苯吗啉，CAS号：67564-91-4
- 花生四烯酰胺，CAS号：85146-53-8
- 十四酰苯胺，CAS号：622-56-0

|  | 这个同类索引页列出了具有相同分子式的化学物（即同分異構體）条目。 除非您是有意链接至本页，否则应将相应条目的内部链接指向正确的条目。 |